# 岸和田市立山直中学校
岸和田市立山直中学校（きしわだしりつ やまだいちゅうがっこう）は、大阪府岸和田市三田町にある公立中学校。
岸和田市にある中学校

## 沿革
- 58年4月1日 - 開校
- 1981年9月 - 学校敷地を拡張。

## 交通
- 南海ウイングバス 岡山バス停、三田バス停
- 阪和線 久米田駅 南東へ約2.5km。